# Estufa de laboratori

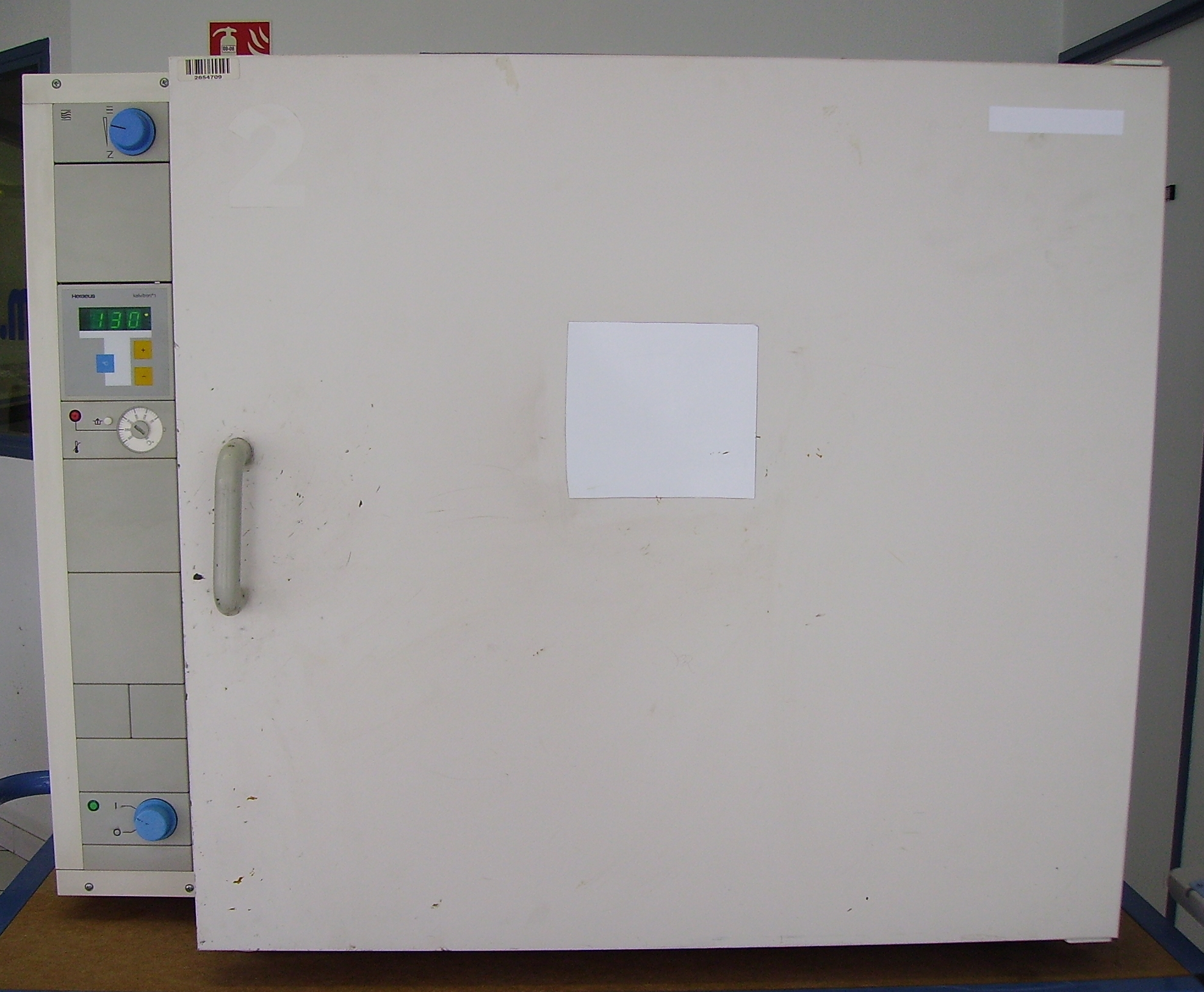
Estufa de laboratori de cocció universal

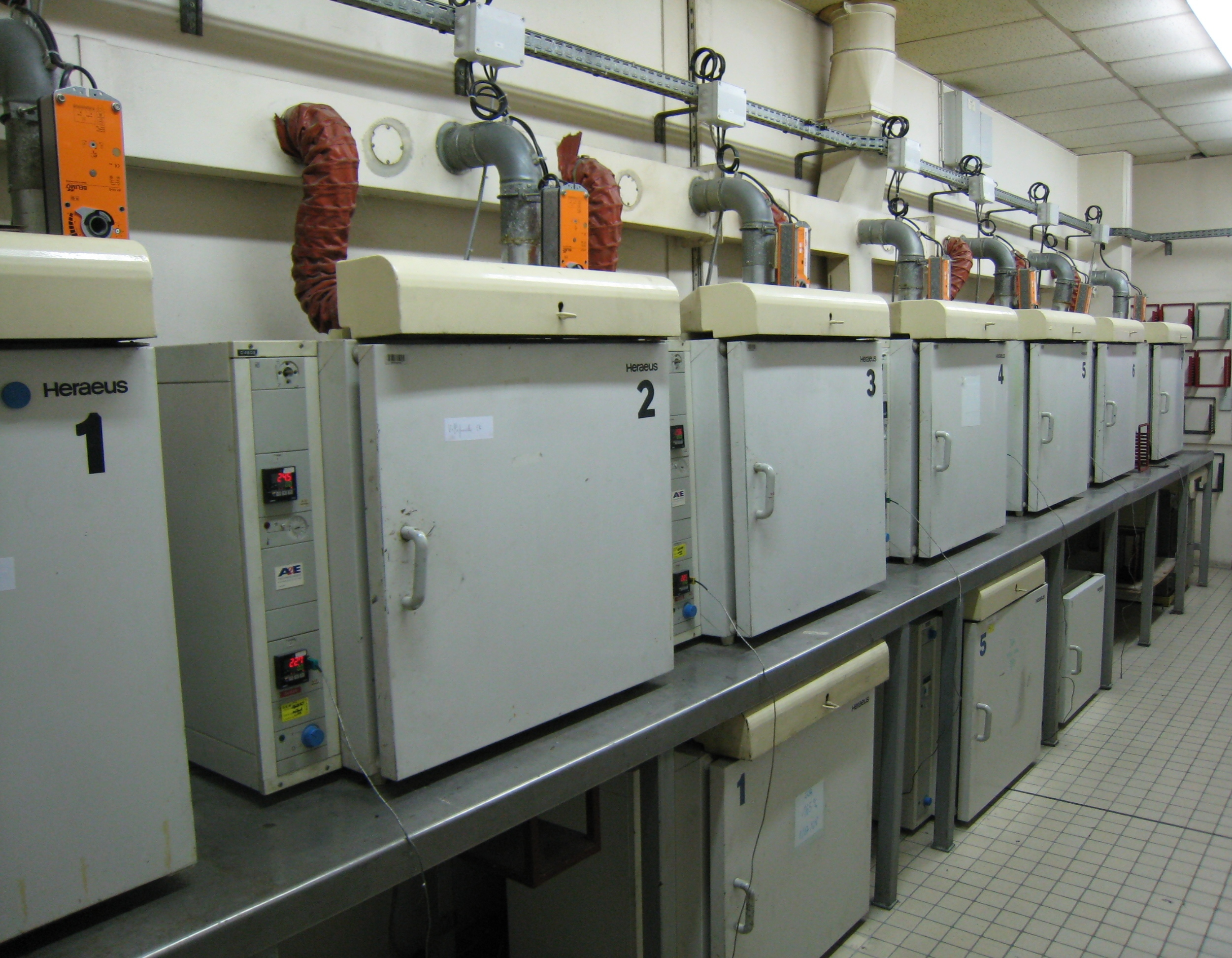
Estufa de laboratori controlada per ordinador

Una estufa de laboratori és un aparell d'escalfament que funciona, en la majoria de casos, dins l'aire (de vegades en el buit o sota un gas inert) que permet efectuar diversos tractaments tèrmics a temperatures regulades. Normalment aquestes estufes es troben en els laboratoris de recerca o d'anàlisi.

## Estufes d'assecatge i cocció per convecció
El termòstat es pot regular a de 30 a al voltant de 300 °C, amb una regulació de ± 2 °C. L'aparell és en realitat un forn
Les estufes de cocció de laboratori estan generalment equipades amb potents resistències elèctriques, d'un termòstat de seguretat regulable, de reixes de metall que es poden moure (sovint són tres) i per un sistema d'evacuació (per aspiració) del gas de cocció. Algunes tenen un vidre davant per poder seguir visualment l'experiment (com per exemple la deformació d'un metall) 
Aquestes estufes tenen un sistema de ventilació forçat amb la finalitat de mantenir la temperatura el més uniforme possible.
Poden estar equipades amb un dispositiu extern o intern (un ordinador equipat) que permet realitzar un cicle tèrmic. Es pot utilitzar també la dil·latació de nuclis expansibles (procediment Elastherm).
Es fan servir per :
- En els materials compostos (per exemple), per assegurar la prepolimerització i cocció de les peces a base de resines ;
- per fe les postcoccions ;
- per fer assaigs diversos (assecatge, contingut en extracte sec,[2] taxa d'inflament, assaig de tracció, etc. ;
- o simplement per estovar els materials termoplàstics per prendre mostres o fer-los aplicables

## Estufes per gradient

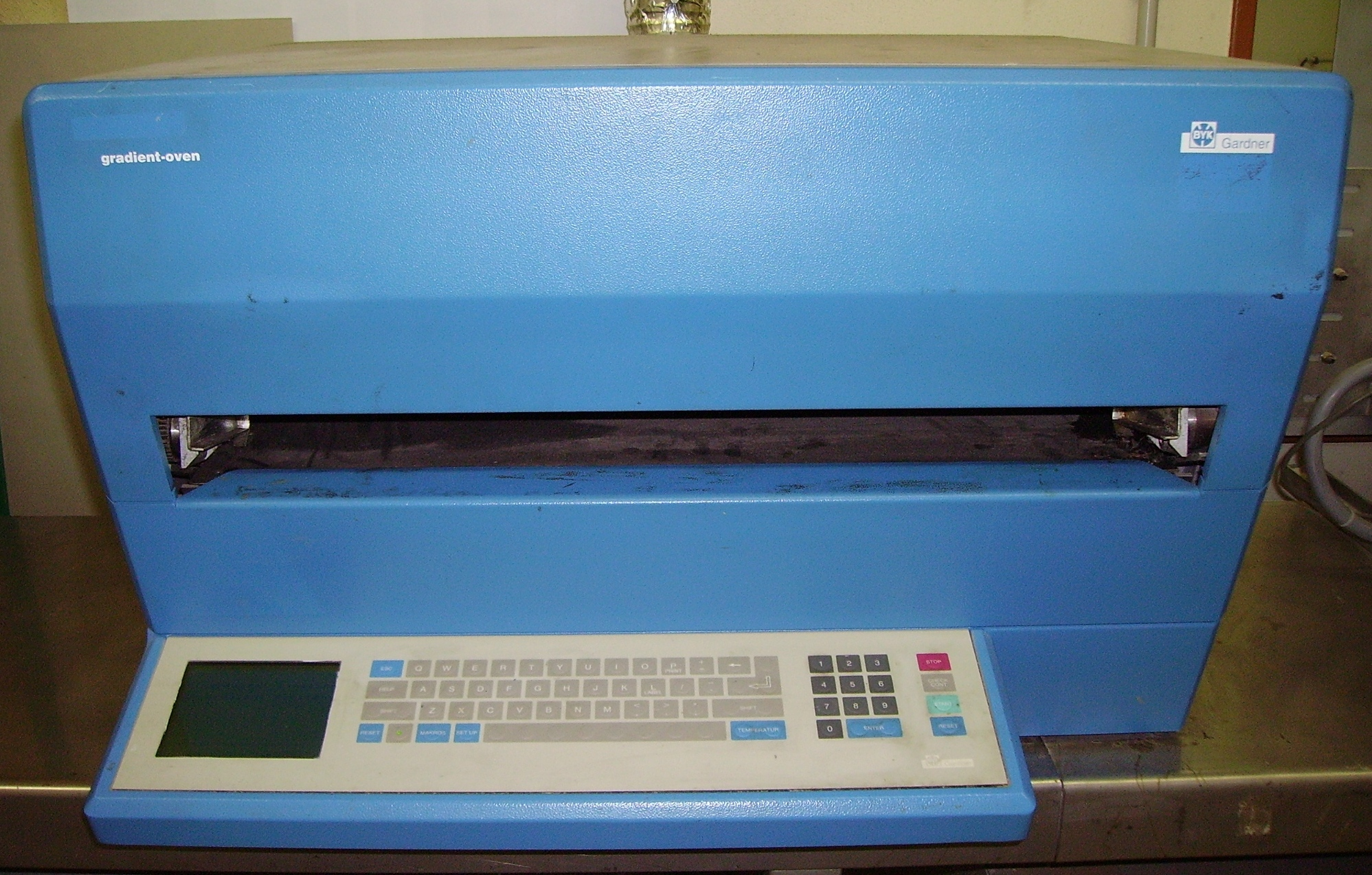
Una estufa per gradient

És un tipus poc conegut d'estufa sense convecció. Amb ella es pot avaluar l'assecatge o cocció dels productes. Té molts elements d'escalfament disposats en paral·lel i aïllats programables individualment (velocitat d'escalfament en °C/min, temperatura i temps). Cada element disposa d'una sonda de termòmetre amb resistència de platí. Es pot simular el cicle de cocció industrial.